# Aéroport de Fort Severn
L'aéroport de Fort Severn est situé à 5,6 km au nord-ouest de la Première Nation de Fort Severn en Ontario au Canada. Il est desservi par Wasaya Airways qui le relie à Sioux Lookout et à Big Trout Lake.